# Ong-Bak - Nato per combattere
Ong-Bak - Nato per combattere (Ong-Bak) è un film del 2003 diretto da Prachya Pinkaew con Panom Yeerum.
Il film contiene decine di combattimenti di arti marziali; delle scene più spettacolari vengono proposti replay da più angolazioni (strizzando l'occhio alla tradizione del cinema marziale statunitense degli inizi degli anni novanta). Panom Yeerum, che nel trailer viene chiamato "il successore del grande Bruce Lee", dà prova di una grande agilità e mette in scena una tecnica Muay Thai che usa prevalentemente gambe e ginocchia, di grande effetto coreografico.

## Trama
Nel piccolo e pacifico villaggio thailandese di Ban Nong Pradu, un gruppo di criminali provenienti dalla città di Bangkok e guidati da un certo Peng rubano Ong-Bak (che in thailandese significa "testa tagliata"), ossia la testa della statua sacra del Buddha. Gli abitanti cadono nella disperazione per il sacrilego oltraggio subito, ma il giovane Ting, che grazie al Monaco Pra Kru conosce l'arte del Muay Thai (o meglio Muay Boran, una versione più antica), si offre volontario per recuperarla; la sua unica pista è Don, uno spacciatore che il giorno prima aveva tentato di acquistare un amuleto a Nong Pradu.
Arrivato in città, rintraccia il figlio del suo capovillaggio, suo cugino Humlae, il quale si è tinto i capelli e si fa chiamare "George", un motociclista insieme alla sua compagna Muay Lek. Non volendo aiutare il cugino, Humlae deruba quest'ultimo e scommette tutta la refurtiva in un torneo di combattimento a un bar di Khaosan Road; Ting vince però il torneo sconfiggendo il campione con un solo calcio. Viene fuori che Humlae vive di espedienti perché è indebitato con il capo di una banda di malviventi, Komtuan, un signore della guerra dai capelli grigi che si muove con una sedia a rotelle e parla attraverso un'elettrolaringe: Ting scopre inoltre che Don aveva rubato la testa di Ong-Bak per venderla a Komtuan, il quale se ne era sbarazzato non avendovi visto alcun valore.
Il giorno dopo, Humlae e Muay Lek vengono inseguiti per la città dallo spacciatore Peng dopo uno sgarro a una partita illegale. Dopo aver aiutato Humlae e Muay Lek a scappare, Tien li ritrova in un bar, e lì sconfigge tre avversari di fila su un ring improvvisato, guadagnandosi il rispetto della folla. Il trio trova poi il nascondiglio di Don, e l'inseguimento che segue finisce al porto del fiume Chao Phraya, dove Ting scopre sott'acqua una valigia piena di statuette di Buddha rubate da Komtuan. Dopo che Tien porta alla polizia le statuette, Komtuan fa rapire Muay Lek e obbliga Ting a combattere la sua guardia del corpo Samir Siddith, "La Tigre delle 10 direzioni", in un incontro di pugni in cordata, al confine thai-burmese, in cambio di Muay Lek e della testa di Ong-Bak; Ting è però obbligato a perdere per via dell'incontro truccato, e accetta di perdere per il bene del suo villaggio. Rinnegando il suo contratto, Komtuan ordina ai suoi sgherri di uccidere i tre, ma Ting e Humlae li sconfiggono e seguono una pista.
I due raggiungono così una grotta, dove i malviventi tentato di decapitare una statua di Buddha gigante. Ting sconfigge Saming e i criminali rimasti, ma Komtuan lo ferisce con un colpo di pistola e tenta di distruggere l'Ong-Bak con un martello; Humlae si intromette e si becca il colpo, ma d'un tratto la statua di Buddha gigante cade e Komtuan viene schiacciato. Ferito mortalmente, Humlae cede la testa di Ong-Bak a Ting, e gli chiede di prendersi cura di Muay Lek e aiutarla a laurearsi.
Al villaggio, le ceneri di Humlae vengono portate da un monaco a dorso di un elefante, mentre la testa di Ong-Bak viene riportata al suo posto.

## Distribuzione
Il film è uscito il 21 gennaio 2003 in Thailandia, arrivando in Italia il 6 agosto 2004.

## Riconoscimenti
- 2003 - Sitges - Catalonian International Film Festival
  - Miglior regia a Prachya Pinkaew
  - Nomination per il miglior film a Prachya Pinkaew
- 2004 - Thailand National Film Association Awards
  - Nomination per il miglior attore a Tony Jaa
  - Nomination per il miglior attore non protagonista a Petchtai Wongkamlao
- 2004 - Deauville Film Festival
  - Miglior regia a Prachya Pinkaew
- 2006 - Thailand National Film Association Awards
  - Nomination per la miglior performance action a Tony Jaa